# Jean Étienne Vachier Championnet
Jean Étienne Vachier Championnet, francoski general, * 1762, † 1800.
1. ↑  data.bnf.fr: platforma za odprte podatke — 2011.
2. ↑  SNAC — 2010.